# Mahona
Mahona é uma cidade e uma nagar panchayat no distrito de Lucknow, no estado indiano de Uttar Pradesh.

## Demografia
Segundo o censo de 2001, Mahona tinha uma população de 6967 habitantes. Os indivíduos do sexo masculino constituem 53% da população e os do sexo feminino 47%. Mahona tem uma taxa de literacia de 35%, inferior à média nacional de 59.5%: a literacia no sexo masculino é de 42% e no sexo feminino é de 27%. Em Mahona, 19% da população está abaixo dos 6 anos de idade.